# روب ميدوز
روب ميدوز (بالإنجليزية: Rob Meadows)‏ هو رائد أعمال أمريكي، ولد في 26 ديسمبر 1976 في طرزانا، لوس أنجلوس في الولايات المتحدة.